# Ленкавський Степан Володимирович

Перший Конґрес Українських Націоналістів у Відні, 1929 рік. Сидять зліва направо 1 ряд: Юліан Вассиян, Дмитро Андрієвський, Микола Капустянський, Євген Коновалець, Микола Сціборський, Яків Моралевич, Володимир Мартинець, Микола Вікул. Стоять зліва направо 2 ряд: Іван Малько, Осип Бойдуник, Максим Загривний, Євген Зиблікевич, Петро Кожевників, Дмитро Демчук, Леонід Костарів, Олесь Бабій, Ріко Ярий, Михайло Антоненко, Зенон Пеленський. Стоять зліва направо 3 ряд : Юрій Руденко, Ярослав Барановський, Степан Охримович, Степан Ленкавський, Андрій Федина, Ярослав Герасимович, Теофіл Пасічник-Тарнавський, Олександр Згорлякевич

Степа́н Ленка́вський (6 липня 1904, Угорники Станіславівський повіт, Королівство Галиції та Лодомерії, Австро-Угорщина  — 30 жовтня 1977, Мюнхен, Баварія, Федеративна Республіка Німеччина) — український політичний діяч, публіцист, один із ідеологів Організації українських націоналістів (ОУН).

## Життєпис
Народився 6 липня 1904 року в с. Угорники на Прикарпатті в родині священника о. Володимира Ленкавського та Марії Антульської. У 1909 році родина Ленкавських переїжджає до с. Фитьків на Надвірнянщині, де  відвідував до сільську школу по закінченні якої вступив до Станиславівської гімназії, де з п’ятого класу входив до незалежної Організації Вищих Кляс Українських Гімназій (ОВКУГ). Вона виникла на початку 20-х років під впливом праць Дмитра Донцова та активістів УВО.
У 1922 році родина Ленкавських переїздить у с. Загвіздя біля Станіслава, де батько служив на парохії до 1944 року. Згодом закінчив філософський факультет Львівського університету, а з середини 1920-х років став активним учасником націоналістичного руху (член проводу Союзу української націоналістичної молоді, один із засновників ОУН, входив до складу першого Проводу).
1928 року брав участь у редагуванні (разом з С. Охримовичем та І. Габрусевичем) першого нелегального націоналістичного видання для молоді — журналу «Юнак», був співробітником «Українського голосу» (1929–1932, Перемишль) і «Бюлетня КЕ ОУН на Західноукраїнських Землях (ЗУЗ)». У журналі «Розбудова нації» (ч. 7–8, 1928) вийшла його стаття  «Філософічні підстави „Націоналізму“ Донцова».
У 1929 році у Відні на Конгресі Українських Націоналістів (Перший Великий Збір ОУН) серед 30 делегатів виголошує реферат «Суверенна Україна та національна революція». 3 лютого 1929 року на Конгресі приймають Устрій Організації Українських Націоналістів. Він привіз до Львова напрями розбудови ОУН на західноукраїнських землях, котрі отримав від Євгена Коновальця. Влітку 1929 року укладає «Декалог Українського націоналіста». У зв'язку з проведенням польською владою пацифікації переїздить у 1930 році до Кракова, де студіює філософію в Ягеллонському університеті. 2 листопада 1931 року Степана Ленкавського заарештували поляки на 4 роки.
1939 року після гітлерівської окупації Польщі та частини західноукраїнських земель увійшов до складу Проводу ОУН (Б). 1940 року в період розколу в ОУН від імені прихильників С. Бандери вів переговори з А. Мельником.
На II Надзвичайному Великому Зборі ОУН, на якому обрано Провідником Степана Бандеру Ленкавський очолює секцію політичної пропаганди і стає заступником керівника Проводу. 30 червня 1941 року у Львові проголошують Акт відновлення Української держави. Уряд очолив Ярослав Стецько. У Львові Степан Ленкавський керує пропагандивною референтурою, формує похідні групи на схід України і забезпечує їх пропагандивними матеріалами. 29 липня 1941 року німецька таємна поліція арештує його і відправляє до краківської тюрми «Монтелюнніх», а в 1942 році відправлений до концентраційного табору «Аушвіц». Пробув у концентраційному таборі до 1944 року.
У повоєнний час жив у Німеччині. Був членом Проводу Закордонних Частин ОУН, курирував військовий сектор ОУН (Б), її розвідку, контррозвідку, референтуру крайових зв'язків (К-3), створив і очолював референтуру підсовєтських справ (РПС). Впродовж 1950–1951; 1959–1968 років очолював Провід ОУН, згодом керував відділом пропаганди і редагував газету «Шлях перемоги». В останні роки займався філософією (китайською, індійською, спадщиною Г. Сковороди, Канта, Шопенгауера, Шпенглера).

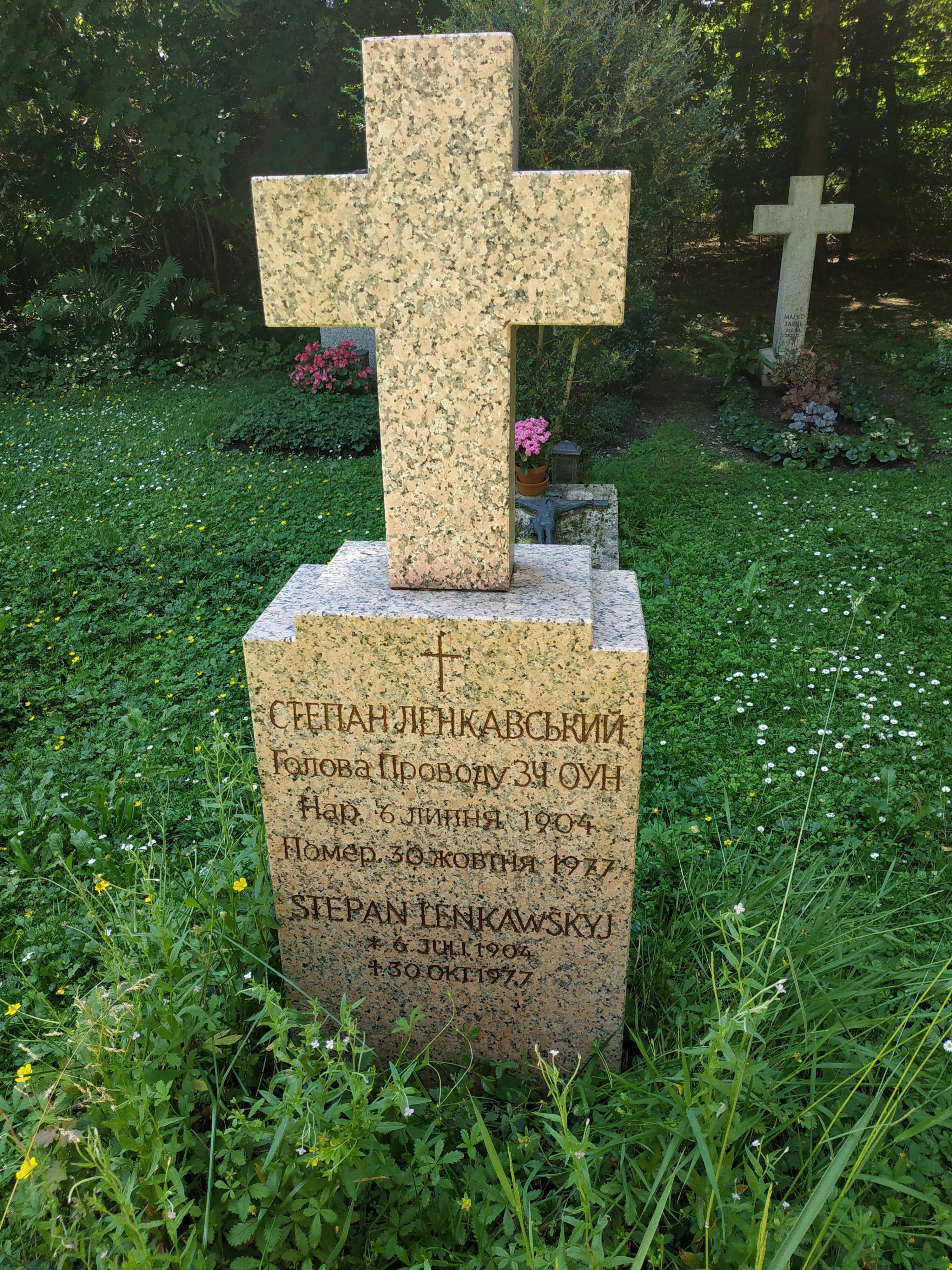
Могила С. Ленкавського сектор 430 на цвинтарі Waldfriedhof (Мюнхен) 48.098703,11.491967

Степан Ленкавський помер 30 жовтня 1977 року в Мюнхені, похований на українській частині кладовища Вальдфрідгоф. Його могила знаходиться в секторі 430 (коорд. 48.098703,11.491967)

Пам'ятник Степану Ленкавському в с. Угорники

## Декалог українського націоналіста
Я дух одвічної стихії, що зберіг Тебе від татарської потопи й поставив на грані двох світів творити нове життя:
1. Здобудеш Українську Державу або згинеш у боротьбі за Неї.
2. Не дозволиш нікому плямити слави, ні чести Твоєї Нації.
3. Пам'ятай про великі дні наших Визвольних змагань.
4. Будь гордий з того, що Ти є спадкоємцем боротьби за славу Володимирового Тризуба.
5. Пімсти смерть Великих Лицарів.
6. Про справу не говори з тим, з ким можна, а з тим, з ким треба.
7. Не завагаєшся виконати найнебезпечнішого чину, якщо цього вимагатиме добро справи.
8. Ненавистю і безоглядною боротьбою прийматимеш ворогів Твоєї Нації.
9. Ні просьби, ні грозьби, ні тортури, ані смерть не приневолять Тебе виявити тайни.
10. Змагатимеш до поширення сили, слави, багатства й простору Української Держави.

## Вшанування пам'яті
- В даний час на території Івано-Франківської області встановлено не менше п'яти різних пам'ятників Степану Ленкавському. Останній з них був відкритий 22 серпня 2010 року в селі Угорники Івано-Франківської області (скульптор Василь Вільшук) і являє собою бронзову статую Степана Ленкавського на гранітному постаменті.
- В Івано-Франківську одну з вулиць названо на честь Степана Ленкавського.
- На його честь також названо 59 курінь УПЮ імені Степана Ленкавського.
- У місті Луцьк вулицю Левітана перейменували на вулицю Степана Ленкавського.
- У селищі Брюховичі вулицю Антона Макаренка перейменували на вулицю Степана Ленкавського[6].
- У селі Ясениця-Сільна вулицю Миру перейменували на вулицю Степана Ленкавського.
- Рішенням Надвірнянської міської ради від 21 липня 2011 року № 327-11/2011 Степану Ленкавському присвоєно звання «Почесний громадянин міста Надвірна»[7].